# Македонская школа

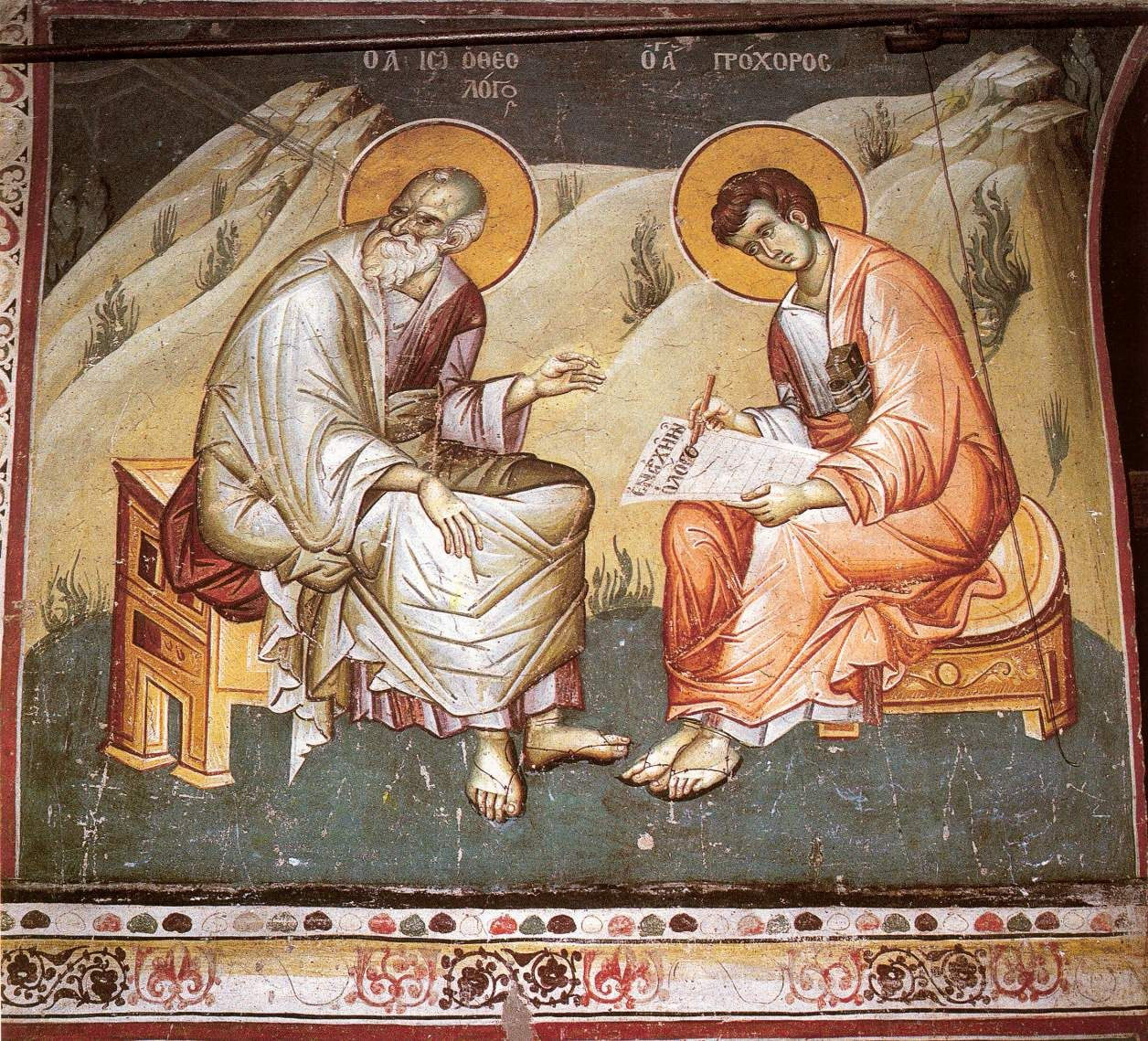
Иоанн Богослов на острове Патмос. Фреска Мануила Панселина в соборе Протата

Македонская школа иконописи — это школа иконописи XIII—XIV веков, центр которой располагался в Салониках.
Салоники в то время были центром греческой культуры, власть Византийской империи слабела.
Находясь в относительной безопасности, здесь расцветали не только светские искусства, но и православная христианская культура.
С 1347 года в сан архиепископа Солунского был возведен святитель Григорий Палама († 1359).
В этих условиях развилась иконописная школа, которая отличалась реализмом в написании фигуры, также описывающая внутренний мир изображаемых персон, их переживания.
Кроме того, повышенное внимание уделяется композиции заднего плана, изображаемым пейзажам.
Главным представителем этой школы является Мануил Панселин, его работы определили вектор развития этой школы.
Основная часть информации об этой школе была зафиксирована в книге «Руководство Живописца», написанной в конце XVIII века монахом-живописцем Дионисием Фурноаграфиотом.
По его мнению, Мануил Панселин выполнил фрески в соборе Протата, внешней церкви монастыря Ватопед, главных церквях монастырей Пантократор и Великая Лавра, а также иконы и другие изображения в монастырях горы Афон.